# Квант (производитель компьютеров)
Не следует путать с одноимённым производителем автономной энергетики (солнечных батарей, аккумуляторов и т. п.)
ООО «Квант» — российская компания, специализирующаяся на сборочном производстве электроники (компьютеров, телевизоров, мониторов, навигационных систем).

## История
Основана в 1984 году как завод печатных плат (фактически занимался производством советских компьютеров «ДВК-2» и УКНЦ). В период с 1987 по 1992 годы завод прошёл техническое переоснащение стоимостью около 100 млн долларов США, установлена сборочная линия японской компании Daifuku.
В 1993—1996 годах завод сотрудничал с компанией IBM, собирая персональные компьютеры IBM PS/1.
После приватизации в 1995 году в форме открытого акционерного общества (ОАО) главными акционерами предприятия стали ЗАО «Информационная внедренческая компания» (ИВК) и АФК «Система», между которыми разгорелась борьба за контроль над заводом с привлечением арбитражного суда и применением незаконных методов (подделки подписей и реестра акционеров). В 2002 году конфликт вылился в ряд силовых захватов предприятия (22 августа, 29 августа и 11 декабря).
В апреле 2005 года АФК «Система» выкупила долю компании «ИВК» (ориентировочно за 5—10 млн долларов США), получив контрольный пакет акций (около 88 %), и передала предприятие в управление дочерней компании «Концерн „Научный центр“» (впоследствии «Ситроникс»). В составе концерна в дополнение к традиционным для себя персональным компьютерам завод стал собирать также телевизоры и мониторы на ЖК-панелях.
27 февраля 2008 года на производственной территории произошел пожар, повредивший одну сборочную линию из трёх.
В конце 2008 года из-за проблем с рентабельностью продукции компания (как производственное предприятие) фактически прекратила существование: производство было остановлено, а весь персонал сокращён; в начале следующего года оборудование было распродано, а площади сданы в аренду.
В начале 2014 года производственная деятельность компании была возобновлена: завод переключился на сборку автомобильных трэкеров GPS/ГЛОНАСС «Курс 7». Однако по завершении сборки серии из 9000 штук завод вновь остановил производство.
В марте 2015 года компания была юридически ликвидирована путём реорганизации в форме присоединения, и воссоздана в июне 2016 года уже в форме общества с ограниченной ответственностью (ООО) на базе производственных мощностей зеленоградского завода (ставшего для новой компании базовым) и воронежского завода «Видеофон».
В 2018 году переместила значительную часть мощностей с зеленоградского завода на воронежский (персонал воронежского завода составляет около двух третей компании), но сохранила штаб-квартиру в Зеленограде. Мощность первой запущенной производственной линии — 200 тыс. телевизоров в год.
С 2022 года в Воронеже прекращён выпуск телевизоров Xiaomi, а с 2024 года — и телевизоров TCL по причине угроз вторичных санкций со стороны США и ЕС. В апреле 2025 года, из-за отсутствия спроса, на заводе была остановлена производство телевизоров собираемых под российским брендом Irbis — единственных включённых в реестр Минпромторга. 7 июля 2025 года компания была признана банкротом.